# جاك غروت
جاك غروت (بالإنجليزية: Jack Grout)‏ هو لاعب غولف أمريكي، ولد في 24 مارس 1910 في أوكلاهوما سيتي في الولايات المتحدة، وتوفي في 13 مايو 1989 في توكويستا في الولايات المتحدة.